# Abbaye Saint-Pierre de l'Almanarre
L'Abbaye Saint-Pierre de l'Almanarre, dite aussi Abbaye Saint-Pierre de Lalmanarre, est une abbaye de moniales cisterciennes, fondée le 13 mars 1220, en remplacement d'une abbaye de moines bénédictins qui fondèrent leur monastère en 989, sur la commune d'Hyères dans le département du Var dans le secteur nord-est du site de l'antique Olbia et fut abandonnée à la fin du XIVe siècle pour se réfugier à l'intérieur de l'enceinte de la ville d'Hyères.

## Historique

### Le site d'Olbia
L'Abbatia Sancti Pietri de Almanarra ou Almanaria fut fondée par des moines bénédictins en ce lieu de Lalmanarre ou Almanarre en 989, à trois lieues de la mer. Cette abbaye fut pendant un temps possession de l'Abbaye de Saint-Gervais de Fos au diocèse d'Arles.
Dom Claude Estiennot dit que l'abbaye doit son origine à Alphonse d'Aragon, qui donna aux moines de l'Abbaye Notre-Dame du Thoronet tous ses biens près d'Hières pour y bâtir un monastère.
En 1220, le cardinal Conrad, évêque de Porto, légat en Provence du pape Honorius III, fit venir pour remplacer les moines, des moniales de l'Abbaye de Saint-Pons de Gémenos.
Le pape Innocent IV fait en 1250 dans une Bulle, la description de cette abbaye : « Maisons, jardins, terres, vignes, salines… ». Elles sont alors trente-deux religieuses dans le monastère.
Détruite pendant les guerres beaussenques, elle fut reconstruite. Le pape Benoît XIII, par une bulle, y unit l'église paroissiale de Saint-Étienne de Pont. C'est peu après, en 1407, que les deux abbayes fusionnent. Désigné par le Saint-Siège Thomas de Pupio, archevêque d'Aix, légat du pape en Provence et autres provinces voisines, fut chargé de cette union et en présence de Gautier Beraud, prévôt de Pignan ou Pignau, en vertu d'une bulle ou rescrit et commission apostolique que lui adressa le Pape Benoît XIII depuis le château de Saou et datée du 11 des kalendes de mars de l'an 12 de son pontificat (1406),.

### Le site d'Hyères
En 1409, les religieuses furent la proie des pirates et coururent se réfugier dans le monastère situé près du château d'Hyères sous la conduite de l'abbesse Saure de Glandevès. Ce nouveau monastère placé sous le vocable de Saint-Bernard fut dévasté en 1793 pendant La Révolution. Elle accueillit des moniales des plus grandes familles nobles de la Provence. l'Abbaye royale Saint-Bernard d'Hyères jouissait d'un revenu de 15 000 francs or de revenus. La supérieure était crossée. Les restes de cette abbaye attestent de son rang nobiliaire et sacerdotal. Elle fut visitée en 1780 par l'abbé Papon qui chercha dans les archives de ce couvent, quelques documents pour son histoire de Provence.
Le roi Henri III écrit de Paris, le 11 décembre 1578, au sieur de d'Albain pour qu'il obtienne du Pape son accord sur la résignation que sœur Louise de Pontavès entend faire de son abbaye de Saint-Pierre de l'Almanarre et de l'Abbaye Notre-Dame de Fenouillet et de l'Abbaye de Saint-Pons de Gémenos en dépendant, en faveur de sœur Claude de Glandevès, religieuse de la dite abbaye.

## Architecture

### Église
A fait l'objet de fouilles (1958-1963). De style roman provençal, était à l'origine composée d'une seule nef, terminée par une abside semi-circulaire et un chevet à fond plat. La voûte en berceau aujourd'hui effondrée dans la nef reposait sur des arcs en plein-cintre. L'abbaye prenant de l'importance et le nombre des religieuses croissant, elles firent agrandir l'église en créant une nouvelle nef au nord. L'église possède cinq seuils de portes encore visibles qui se répartissent de la façon suivante : deux à l'ouest, deux au sud donnant vraisemblablement accès au cloître et un au nord.
La nef sud est fouillée en 1960 et comporte un sol dallé, d'époque médiévale. On accède à la nef sud par deux portes à double battant, percées dans le mur ouest de l'église abbatiale. La porte de la nef nord est à un seul battant. Les archéologues se penchent toujours sur les restes architecturaux pour essayer de déterminer l'aménagement de l'édifice à l'époque paléochrétienne. La nef sud est considérée comme étant la plus ancienne. Les fouilles descendirent jusqu'au niveau grec et on distingue que sous la troisième travée de l'église passait une rue de 2,20 mètres de large, avec un trottoir sur le côté est.

### Cloître
A fait l'objet de fouilles.

### Cimetière
A fait l'objet de fouilles (1958-1963).
Situé au chevet de l'église. On y a découvert près de 500 tombes, moniales et personnes laïques travaillant à l'abbaye. Les squelettes firent l'objet d'études. Une partie des sépultures et inhumations en pleine terre, à coffrages ou bâties et datant des XIIIe et XIVe siècles. Au cours des fouilles fut découvert un enclos paléochrétien qui se trouve être amputé par l'abside nord de l'église. Dans cet ensemble un ossuaire : caisson de plaques d'ardoise; un sarcophage, orienté est-ouest, coupé également par les fondations, ainsi qu'un second sarcophage à acrotères, orienté nord-sud. Une nouvelle campagne de fouilles en 1988 fut réalisée par Muriel Vecchione, ingénieur de recherche à l'AFAN et qui travailla sur la période médiévale, puis de 1989 à 1992 ce sont Michel Pasqualini, ingénieur au SRA-PACA et Bertrand Mafart, médecin anthropologue qui dirigèrent les fouilles du cimetière.
L'ensemble des sépultures s'étend sur deux siècles (XIIIe et XIVe). C'est le plus important jamais fouillé en Provence. Son étude a fait l'objet de publications.

## Propriétés, titres, fondations
- Église Saint-Gervais de Fos et tous ses biens revinrent à l'abbaye après avoir appartenu à Hugues Béroard, archevêque d'Arles[9]

Prieurés
- Prieuré Saint-Étienne-du-Mont, (au bourg castral d'Aurier à Hyères), payait des décimes en 1363 et la taxe des procurations en 1376 il fut rattaché à l'abbaye en 1406

Abbaye
- Abbaye Notre-Dame des Sept Douleurs de Fenouillet, détruit à la Révolution. Ancien couvent de Béguines, rattaché en 1429
- Abbaye Saint-Gervais de Fos[10]

Propriétés
- terres et droits aux castra d'Hyères : Fennulum, (Fenouillet) - Roketta, (La Roquette) - Brunetta (Bormette)
- terres et droits à Toulon: Ayronis ou Auroier ou Dal Aurier au diocèse de Toulon (1232-1244)

## Trésor
Cinq bagues en or ont été découvertes[Par qui ?], et transférées à Hyères en 2011. Il est fait référence à un autre bijou avec un verre à facettes de couleur verte, mais qui n'est pas compris dans ce lot.

## Liste des Abbesses
(liste non exhaustive)
- 1224   - Béatrix, (I)
- 1228   - Charlotte, (II)
- 1245   - Nicole, (III). (Le monastère abrite en 1250, trente deux religieuses)
- 1254   - Marie-Françoise, (IV)
- 1259   - Sibille I de Carbonnelle, (V)
- 1297   - Raimbaude de Puyricard, (VI)
- 1304   - Garlande de Rostagne, (VII)
- 1307   - Doucette de Pierrefeu, (VIII), décéda le 9 octobre 1307
- 1308   - Islarde de Lambesc, (IX), décéda un 13 novembre
- s. d. - Ribaude des Arcs, (X)
- s. d. - Roseline de Fos (?)
- 1321   - Guillemette Rauline, (XI)
- 1334   - Sibille II de Fos ou des Fossés, (XII)
- 1335   - Gaufride I de Malemort, (XIII), décédée le 24 novembre 1335
- 1335  - Gaufride II Isnarde, (XIV)
- 1339   - Giraude Antelme, (XV), décédée le 18 février 1339
- 1389   - Bertrande I de Dragon, (XVI), c'est vraisemblablement après elle qu'il faut placer Saure de Glandevès sous qui l'abbaye fut unie à l'abbaye de Saint-Pons.
- 1400 ca - Saure de Glandevès, (XVII), le monastère est transféré par l'Abbesse à l'intérieur des murs de la cité et passe sous le vocable de Saint-Bernard. Catherine de Glandevès, sa sœur puînée était également religieuse à l'abbaye. Elles étaient les nièces de l'Évêque de Toulon: Elzéar de Glandevès. Une cousine, Décane de Glandevès, semble avoir été religieuse au même lieu.
- 1448   - Bertrande II Brussende, (XVIII)
- 1454   - Louise des Baux, fille de Guillaume des Baux et Hélène de Sade[13]
- s. d. - Cécile Gumberte, (XIX)
- 1501   - Bellette de Glandevès, (XX)
- 1520   - Margueritte I de Valbelle, (XXI)
- 1548   - Louise de Pontevès, (XXII)
- s. d. - N. de Carces, (XXIII)
- 1580   - Claudine de Glandevès, (XXIV)
- 1619   - Margueritte II de Forbin de Soliers, (XXV), elle gouverna pendant cinquante ans, jusqu'en 1669.
- 1669   -
- 1680   -
- 1694   - Blanche de Forbin de Soliers, (XXVI), elle fut la première abbesse désignée par le Roi. Jusqu'à elle les abbés de Cîteaux avaient été en possession de donner des provisions. Blanche obtint le brevet de Sa Majesté le 1er novembre 1694 - Bulle d'Innocent X de 1652 contenant la provision de Blanche de Forbin de Saint-Cannat pour l'abbaye de Lamanarre (1652)[14]
- s. d. - Charlotte de Vintimille du Luc, (XXVII)
- s. d. - Margueritte Louise de Banne d'Ajevan, (XXVIII)
- s. d. - N. de L'Espine, (XXVIX)[15]